# Boogieman Blues

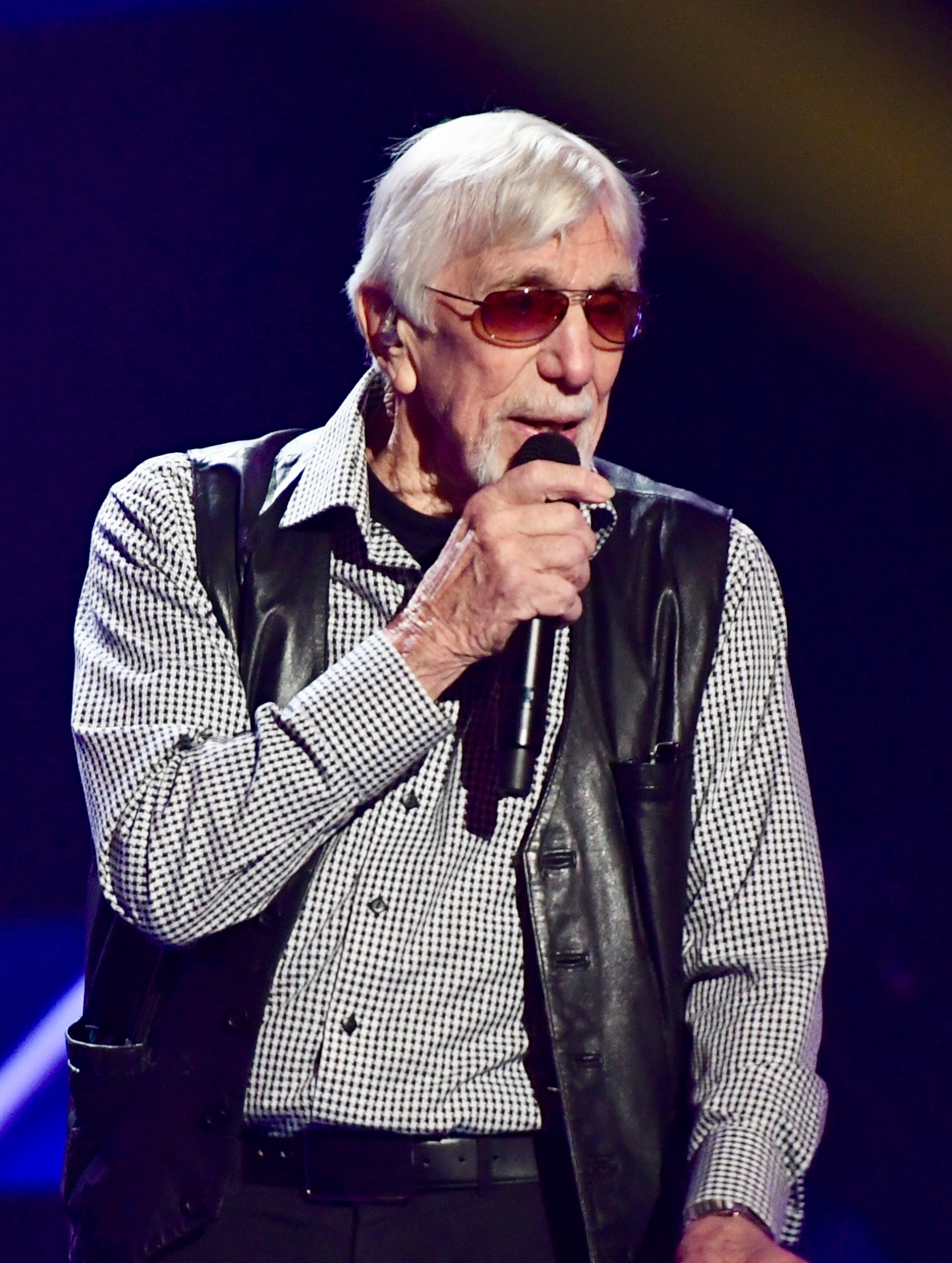
Owe Thörnqvist framför sången.

Boogieman Blues är en singel av Owe Thörnqvist, som det femte bidraget i den tredje deltävlingen i Melodifestivalen 2017 där han tog sig till finalen. När Thörnqvist deltog blev han den äldste personen någonsin att vara med i Melodifestivalen med sina 87 år när han sjöng sången. Det var tredje gången som han var med i Melodifestivalen.
Owe Thörnqvist gick vidare till final i Melodifestivalen. Tolvslaget efter finalen fyllde han 88 år, och han sa under en intervju att det därför var viktigt för honom att nå den platsen.
Thörnqvist sa även under samma intervju om hur det kändes att vara med i Melodifestivalen ännu en gång det följande: "Jag måste bekänna att jag inte är någon stordiggare av Melodifestivalen och förstod inte vilken cirkus det var innan jag kom hit, det är tonvis med kablar och grejer. Jag har inte varit med om liknande sedan Knäppupp med Hasseåtage och Povel Ramel 1962."
Thörnqvist har en ögonprotes som resultat av en långvarig sjukdom, och uppträdde därför i mörkt tonade solglasögon även om han även i vanliga fall bär mörka glasögon.